# 구문 (프로그래밍 언어)
구문 또는 신택스(syntax)란 프로그래밍 언어에서 프로그램의 모습, 형태, 구조가 어떻게 보이는지에 대해 정의하는 것이며, 구문은 정해진 문법을 이용한다.

## 구문의 단계
컴퓨터 언어 구문은 일반적으로 세 단계로 구별할 수 있다:
- 단어(word): 문자가 어떻게 토큰을 형성하는지를 결정하는 어휘적 수준
- 구(phrase): 어떻게 토큰이 구를 형성하는지를 결정하는 문법 수준
- 컨텍스트(context): 어느 객체나 변수 이름이 참조하는지를 결정 (형이 유효한지 등)

## 시스템 정의

### 예: Lisp
아래는 정규 표현식과 확장 배커스-나우르 표기법의 개념을 사용하여 정의된 단순한 문법이다. expression, atom, number, symbol, list에 대한 리스프 구문을 기술한다.
```
expression 
=
 
atom   
|
 
list

atom       
=
 
number 
|
 
symbol

number     
=
 
[
+
-
]
?
[
'0'
-
'9'
]
+

symbol     
=
 
[
'A'
-
'Z''a'
-
'z'
].
*

list       
=
 
'('
,
 
expression
*
,
 
')'

```

## 같이 보기
- 구문 오류